# Quatre per terra
Quatre per terra (en anglés:Four on the Floor) és una sèrie de televisió canadenca d'esquetxos d'humor que va emetre originàriament a CBC Television el 1986. Consta de només 13 episodis, la sèrie era un aparador per a The Frantics, una tropa de comèdia formada per Paul Chato, Rick Green, Dan Redican i Peter Wildman. La sèrie es va traduir al valencià i es va emetre a Canal 9 l'any 1990.
Tot i que la sèrie es va cancel·lar ràpidament a causa de les restriccions pressupostàries de la Canadian Broadcasting Corporation, va ser una influència important en programes de comèdia d'esquetxos posteriors, com The Kids in the Hall.
El personatge més famós de la sèrie va ser Mr. Canoehead, anomenat Capità cap de canoa en el doblatge valencià. Es tractava d'un superheroi de caràcter canadenc: en una excursió fent piragüisme al parc d'Algonquin, va ser colpejat per un llamp mentre portava una canoa d'alumini, que es va soldar permanentment al cap. Com a lluitador del crim, capturarà als criminals donant voltes a si mateix perquè la canoa colpegés als seus enemics.